# Prognathodes carlhubbsi
Prognathodes carlhubbsi là một loài cá biển thuộc chi Prognathodes trong họ Cá bướm. Loài này được mô tả lần đầu tiên vào năm 1995.

## Từ nguyên
Từ định danh carlhubbsi được đặt theo tên của nhà ngư học Carl Leavitt Hubbs (1894 –1979), người đã lên kế hoạch mô tả loài cá này trước khi qua đời.

## Phạm vi phân bố và môi trường sống
P. carlhubbsi được phân bố tại bốn vị trí sau, là quần đảo Galápagos (Ecuador), nơi mà mẫu định danh được thu thập ngoài khơi đảo Española ở độ sâu 30 m, đảo Malpelo (Colombia), đảo Cocos (Costa Rica) và ngoài khơi Peru.
Chúng sống trên các rạn viền bờ ở vùng nước sâu đến ít nhất là 270 m, nhưng cũng có thể được tìm thấy ở độ sâu nông hơn đến 12 m.

## Loài bị đe dọa
Hiện tượng El Niño xảy ra ở vùng biển nhiệt đới phía đông Thái Bình Dương đã dẫn đến việc nước biển quá ấm và nghèo dinh dưỡng trong một thời gian dài, gây nên sự suy giảm nghiêm trọng đối với những loài sống ở vùng nước nông. Tuy vậy, P. carlhubbsi chủ yếu được tìm thấy ở vùng nước sâu nên có thể sẽ không bị ảnh hưởng nặng nề bởi El Niño, vì thế mà loài này được xếp vào danh sách Loài sắp bị đe dọa.

## Mô tả
Chiều dài lớn nhất được ghi nhận ở P. carlhubbsi là 13 cm. P. carlhubbsi có màu vàng với một dải đen mang hình dạng của lưỡi hái ở hai bên thân (bắt nguồn cho tên gọi thông thường của loài cá này). Một dải đen khác từ gốc vây lưng băng qua mắt và chéo xuống mõm. Đa số các tia gai của vây lưng và phần mềm của vây hậu môn có màu đen, trừ một vài gai vây lưng trước và các gai của vây hậu môn có màu vàng. Vây đuôi trong mờ, màu xám, được viền đen ở rìa trên và dưới. Vây bụng màu đen, trừ gai trước màu vàng.
Số gai ở vây lưng: 13; Số tia vây ở vây lưng: 19–20; Số gai ở vây hậu môn: 3; Số tia vây ở vây hậu môn: 14–16; Số gai ở vây bụng: 1; Số tia vây ở vây bụng: 5.
P. carlhubbsi có kiểu hình rất giống với Prognathodes falcifer, một loài ở phía bắc phạm vi của P. carlhubbsi. Cả hai có thể được phân biệt dựa vào một số đặc điểm sau:
- Vùng thân bên dưới dải đen hình lưỡi hái có màu trắng ở P. falcifer, vàng ở P. carlhubbsi.[5]
- Chóp nhọn của dải đen hình lưỡi hái ở P. carlhubbsi nằm ngay gốc các gai vây lưng ở P. carlhubbsi, nhưng chỉ nằm gần và cách một khoảng ở P. falcifer.[4]
- Sọc đen từ đỉnh đầu xuống mõm có màu đen sẫm hoàn toàn ở P. carlhubbsi, nhưng nhạt dần từ trước mắt xuống mõm ở P. falcifer.[4]

## Sinh thái học
Thức ăn của P. carlhubbsi có thể là các loài thủy sinh không xương sống nhỏ. P. carlhubbsi hầu như không xuất hiện trong ngành thương mại cá cảnh vì chúng sống ở vùng nước sâu khó tiếp cận.